# Toegang Wertheimpark
De Toegang Wertheimpark is de zuidelijke toegangspoort van het Wertheimpark in Amsterdam-Centrum.
In de tijd dat het park nog bestierd werd door de Hortus Botanicus werd er een toegang met hekwerk geplaatst, midden 19e eeuw. Het bestond uit vier stenen kolommen in empirestijl, waarop twee sfinxen rusten. Deze sfinxen waren gemaakt uit zink.
In 1982 wilde Amsterdam stilstaan bij 300 jaar Plantage en zag daarvoor dat de poort zich in slechte staat bevond. De sfinxen waren overigens al in 1949 verwijderd door de Dienst der Publieke Werken. Onder initiatief van de wijkraad en buurtverenigingen in het kader van 700-jaar Amsterdam en jarenlang praten (het zou te duur zijn) tot aan burgemeester Wim Polak aan toe, werd in het voorjaar van 1979 aan stadsbeeldhouwer Hans 't Mannetje opdracht gegeven nieuwe exemplaren te maken van de sfinxen, nu niet in zink, maar in marmer. Daarvoor moesten twee blokken Carrara-marmer van 175 bij 150 bij 130 centimeter geïmporteerd worden. In juli van 1979 werd een proefexemplaar van klei op een van de posten gezet om te kijken of het de juiste maat was.
Op 16 januari 1982 kon een herstelde toegangspoort onthuld worden, onder andere door Wim Polak. Die poort was tevens voorzien van nieuwe lantaarns, iets dat 't Mannetje had teruggevonden. Op 26 maart 1991 werd de toegang tot gemeentelijk monument verklaard (nr 200367).

## Afbeeldingen

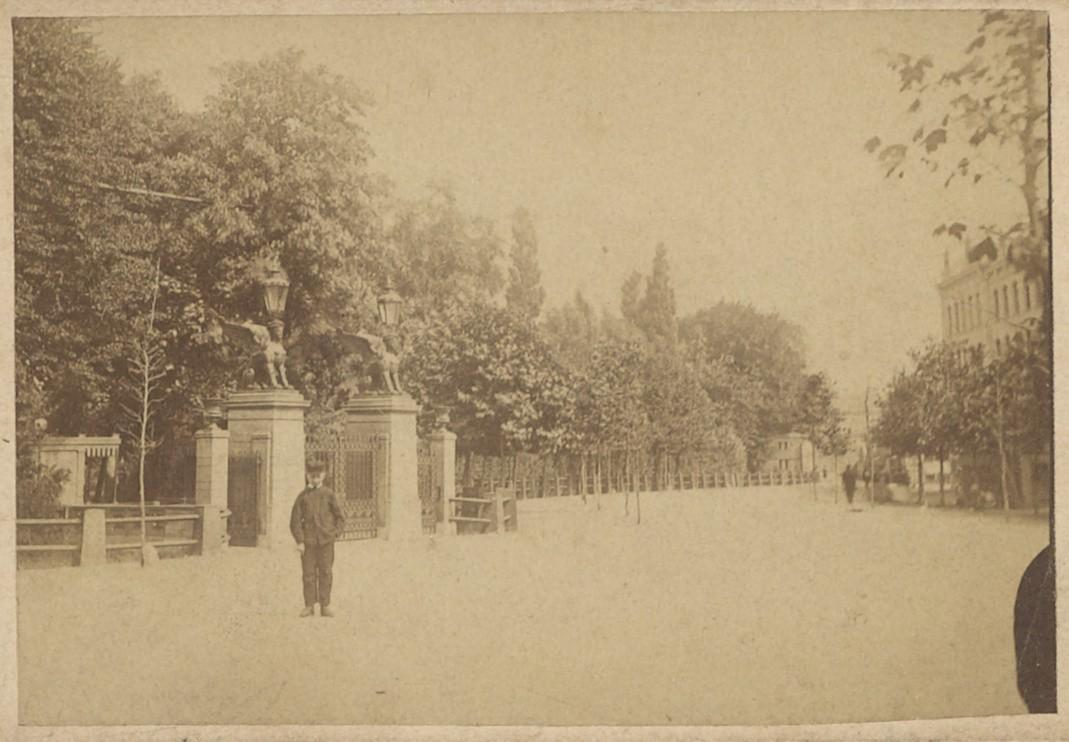
Toegang rond 1860
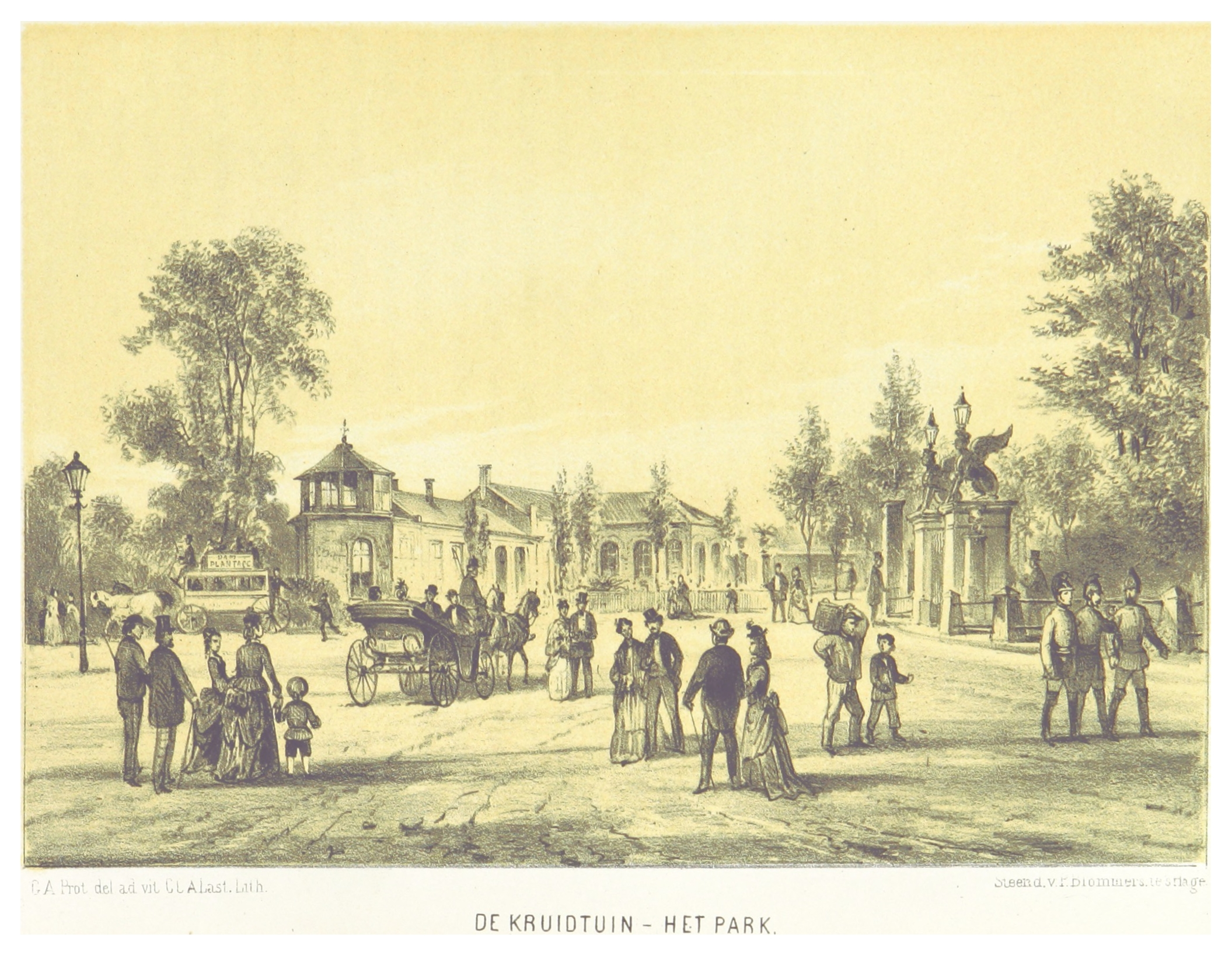
Ingang in 1875
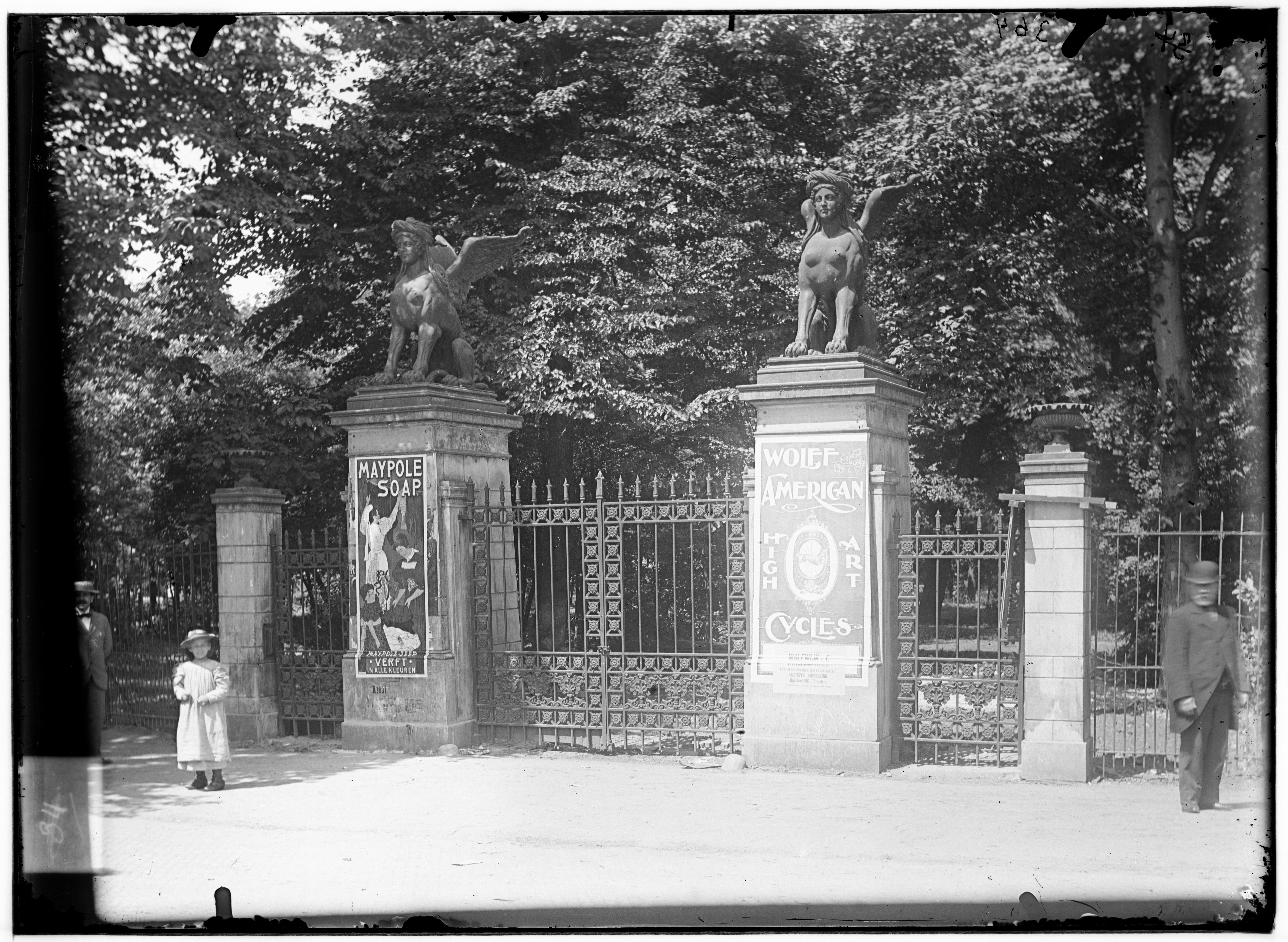
De toegang in de jaren negentig van de 19e eeuw
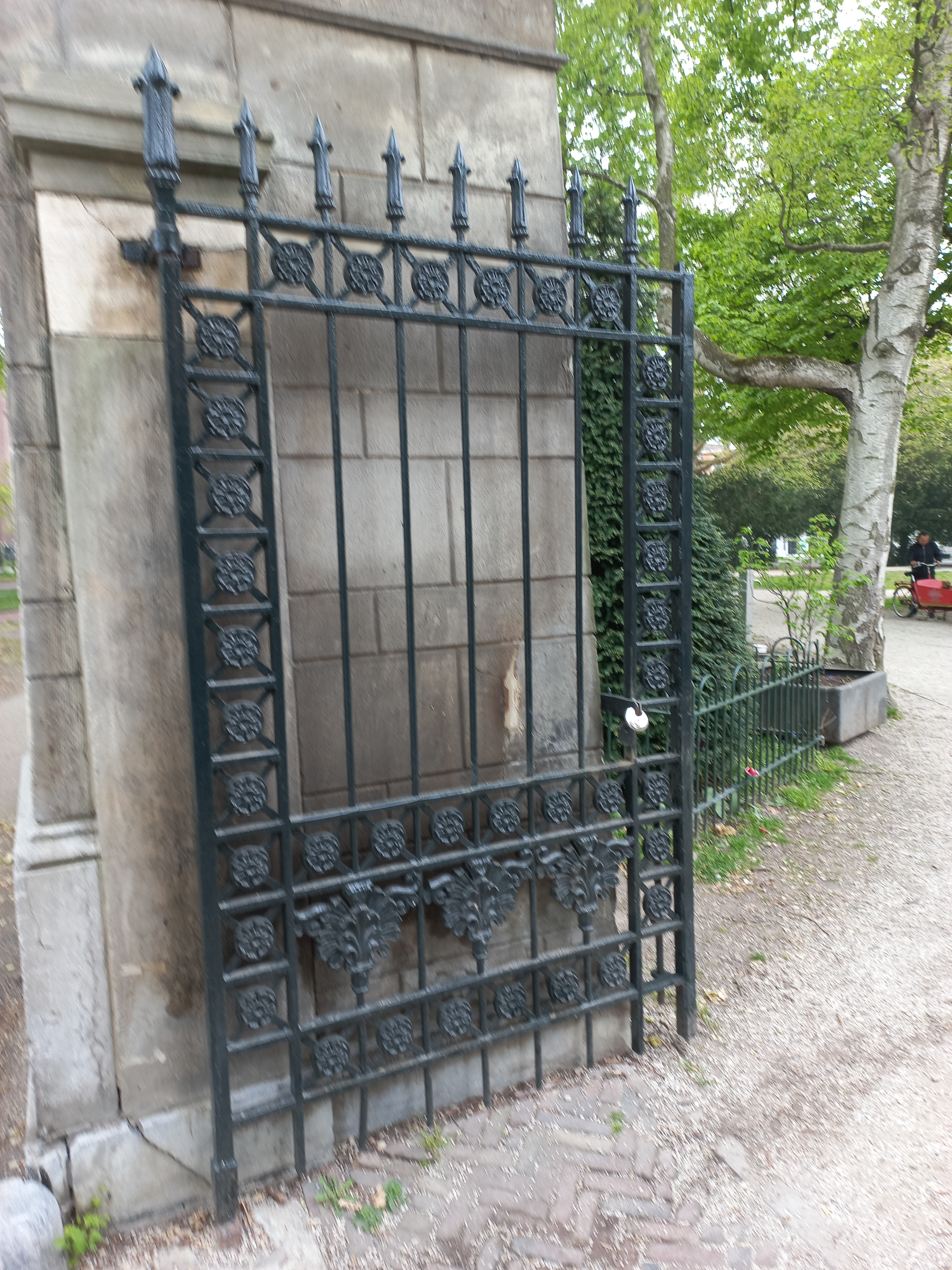
De poort in mei 2022-06-27